# Stagstrup (parochie)
Stagstrup is een parochie van de Deense Volkskerk in de Deense gemeente Thisted. De parochie maakt deel uit van het bisdom Aalborg en telt 1043 kerkleden op een bevolking van 1123 (2004).
Historisch maakt de parochie deel uit van de herred Hassing. In 1970 werd de parochie opgenomen in de nieuw gevormde gemeente Thisted.
Agger · Bedsted · Boddum · Gettrup · Grurup · Harring · Hassing · Helligsø · Heltborg · Hørdum · Hørsted · Hurup · Hvidbjerg Vesten Å · Lodbjerg · Ørum · Skyum · Snedsted · Sønderhå · Stagstrup · Stenbjerg · Vestervig · Villerslev · Visby · Ydby